# Geron longiventris
Geron longiventris är en tvåvingeart som beskrevs av Efflatoun 1945. Geron longiventris ingår i släktet Geron och familjen svävflugor. Inga underarter finns listade i Catalogue of Life.